# Општина Мирослава (Јаши)
Мирослава (рум. Miroslava) општина је у Румунији у округу Јаши.
Oпштина се налази на надморској висини од 96 m.